# Eulenberg Salamon
Eulenberg Salamon (Irsa, 1853. június 24. – Budapest, Terézváros, 1930. augusztus 17.) ügyvéd, az Országos Izraelita Iroda elnöke.

## Élete
Eulenberg S. Dávid és Löwy Hani (Janka) fia. Középiskolai tanulmányait Pesten, míg a jogot Pesten és Bécsben végezte. Mint tartalékos hadnagy végigküzdötte a boszniai okkupációt (1878), majd hazatérve a fővárosban ügyvédi irodát nyitott. A tiszaeszlári vérvád idején részt vett az Egyenlőség című zsidó felekezeti hetilap megalapításában, majd annak irányításában is. A lapban A Jézus-per címmel emlékezetes cikksorozatot írt, amelyben azt fejtegette, hogy hogyan ment végbe az ítélethozatal. Jogpolitikai és jogbölcseleti értekezéseket írt különböző szaklapokba és 1886-ban Bán Zsigmonddal közösen megírta a Magyar Vasúti Jog című munkát. Évtizedekig tagja volt a fővárosi törvényhatósági bizottságnak, s egyike volt azoknak, akik megalapították a Sas Kört. Az uralkodó 1918-ban magyar királyi udvari tanácsosi címmel tüntette ki. Felekezeti ügyekkel ifjúsága óta foglalkozott. A Pesti Izraelita Hitközség 1920-ban a kulturszociális osztályának elöljárójává, 1925-ben elnökhelyettesévé választotta. Később (1927) a Magyarországi Izraeliták Országos Irodájának alelnöke és a VI. községkerület alelnöke lett. Az Izraelita Magyar Irodalmi Társulat igazgatósági és a Magyar zsidó lexikon elnöki tanácsának tagja volt.
Sírja a Kozma utcai izraelita temetőben található (5B-11-23).

## Családja
Felesége Fischer Golde/Aranka (1869–1947) volt, Fischer Pál gazdász és Singer Cecília lánya, akit 1891. július 14-én Orosházán vett nőül.
Gyermekei
- Eulenberg Erzsébet (1895–?). Első férje Wolf Emil (1886–1947) vegyészmérnök, második Löbl Jenő (1898–?) földbirtokos.
- Eulenberg (Endrényi) István (1897 – Montréal, 1973) mérnök. Férje Nagy Klára (1903 – Montréal, 1967).

## Művei
- A magyar vasúti jog (Bán Zsigmonddal, Budapest, 1886)
- A fővárosról. Három cikk. Megjelent a »Magyarország«-ban (Budapest, 1902, különnyomat)
- Budapest ipara és kereskedelme. Az Országos Iparegyesület összes szakosztályainak 1904. január hó 21-én tartott ülésén felolvasta Eulenberg Salamon (Budapest, 1904)
- A demokratikus ideál (Budapest, 1918)
- Jogbiztonság és igazság. A budapesti ügyvédi körben tartott előadás (Budapest, 1918)
- Igazságosság és zsidó etika (Budapest, 1926)